# Peru na Letnich Igrzyskach Olimpijskich 1976
Peru na Letnich Igrzyskach Olimpijskich 1976 w Montrealu reprezentowało 13 zawodniczką. Najmłodszą reprezentantką tego kraju był siatkarka María Cecilia del Risco (15 lat 331 dni), a najstarszą – Irma Cordero (34 lat 134 dni), również siatkarka.

## Lekkoatletyka
Kobiety
- Edith Noeding – 100 metrów przez plotki i pięciobój

## Siatkówka
Kobiety
- Ana Cecilia Carrillo
- Delia Córdova
- Irma Cordero
- Luisa Merea
- Luisa Fuentes
- María Cervera
- María Ostolaza
- María Cecilia del Risco
- Mercedes Gonzáles
- Silvia Quevedo
- Teresa Nuñez
- Gaby Cárdeñas

Drużyna zajęła siódme miejsce.